# Qasim al-Rimi
Qasim al-Rimi (også stavet Qassim al-Raymi, arabisk: قاسم الريمي) (født 5. juni 1978, død 29. januar 2020) var leder af al-Qaida på den arabiske halvø (AQAP). Al-Rimi var en af 23 mænd, som undslap et fængsel 3. februar 2006 i Yemen sammen med andre bemærkelsesværdige al-Qaida-medlemmer. Al-Rimi var forbundet med en selvmordsbombe i juli 2007, der dræbte otte spanske turister. I 2009 beskyldte den jemenitiske regering ham for at være ansvarlig for driften af en al-Qaida træningslejr i Abyan-provinsen. Efter at have været militær leder i AQAP, blev al-Rimi forfremmet til leder af AQAP efter Nasser al-Wuhishis død den 12. juni 2015.
Den 31. januar 2020 rapporterede New York Times, at tre amerikanske embedsmænd "udtrykte tillid" til, at al-Rimi, emiren fra AQAP blev dræbt den 29. januar i Yakla-området i Al Bayda Governorate, Yemen, ifølge lokale kilder, skønt der ikke var nogen officiel bekræftelse. Den 6. februar 2020 bekræftede USAs præsident Donald Trump i en pressemeddelelse fra Det Hvide Hus, at han var blevet dræbt.